# Nereju
Nereju – wieś w Rumunii, w okręgu Vrancea, w gminie Nereju. W 2011 roku liczyła 1294
mieszkańców